# Beam
Beam — международное приложение VoIP-телефонии для смартфонов Android от российской компании Межрегиональный ТранзитТелеком. Приложение обеспечивает бесплатную текстовую и голосовую связь через Интернет между смартфонами, на которых установлен Beam, а также предусматривает возможность платных звонков на мобильные и стационарные телефоны. Все звонки тарифицируются в валюте выбранной при регистрации страны. Beam был опубликован на Google Play 19 сентября 2013 года .
Для регистрации Beam присоединяется к номеру мобильного телефона. Дополнительно пользователю присваивается номер в международном коде 883140 для обеспечения бесплатной связи между абонентами Beam и MTT Global Networks.
С 2017 года приложение beam более недоступно. На 2016 год количество установок не превышало 100 тысяч.

## Функциональность
- голосовая связь;
- текстовый чат;
- возможность идентификации мобильного номера абонента;
- отображение баланса и тарифа;
- синхронизированное использование списка контактов телефона;
- автоматический список контактов Beam. с отображением статуса;
- автоматические настройки для лучшего качества звонка;
- фоновый режим работы.

## Стоимость
Официальный клиент Beam для смартфонов Android распространялся бесплатно через Google Play . Сообщения и звонки внутри сети являются бесплатными для пользователей Beam и MTT Global Networks. Пользователь оплачивает только интернет-трафик (EDGE, 3G, Wi-Fi). Для монетизации предусмотрены платные голосовые МГ/МН звонки на мобильные и стационарные телефоны всех операторов связи.

## Многоязычность
В настоящее время сайт и приложения Beam доступны на 3 языках: английском, арабском и русском. Всего запланировано 12 языков, включая французский, немецкий, испанский и турецкий.

## Платформы
Работает только на смартфонах Android. По предварительным данным версия для iPhone выйдет в четвёртом квартале 2013 года . Версии для компьютеров не предусмотрено.

## Технология
Звонки и биллинг реализуются через платформу VoIP-телефонии 

## Компания-создатель
Созданием Beam занимались несколько компаний из "МТТ Групп" . Разработчиком Beam выступила компания «МТТ Инновации» (центр разработки находится в Москве). Техническое обслуживание сервиса обеспечивается за счет инфраструктуры "Межрегиональный ТранзитТелеком", а благодаря финской компании "Multiregional TransitTelecom Oy" приложение может распространяться по всему миру.